# Уиттекер, Бенджамин
Бенджамин Уиттакер (англ. Benjamin Whittaker, род. 6 июня 1997, Уэст-Бромидж, Западный Мидленд) — английский боксёр-профессионал, выступающий в полутяжёлой весовой категории. Серебряный призёр Олимпийских игр 2020 года, бронзовый призёр чемпионата мира (2019), серебряный призёр Европейских игр (2019), чемпион ЕС (2018), многократный чемпион Англии, многократный победитель и призёр международных и национальных турниров в любителях. Действующий чемпион IBF International в полутяжелом весе 2023—н.в.
Лучшая позиция по рейтингу BoxRec —42-я (июнь 2024) и является 12-м среди британских боксёров полутяжёлой весовой категории, а по рейтингам основных международных боксёрских организаций занимает: 11-ю строчку рейтинга WBC — входя в ТОП-70 лучших полутяжеловесов всего мира.

## Биография
Родился 6 июня 1997 года в городе Уэст-Бромидж, в Англии.

## Любительская карьера
Бенджамин Уиттекер выступает в средних весовых категориях. Его самым большим успехом в юношеском спорте была золотая медаль Чемпионата Европы 2018 года в Испании в Вальядолиде.
В мае 2016 года стал чемпионом Англии в весе до 75 кг на взрослом чемпионате ABA. И в апреле 2017 года вновь стал чемпионом Англии в весе до 75 кг.
В 2018 году на Играх Содружества в Голд-Кост (Австралия) он вышел в четвертьфинал против Джона Дочерти, но уступил.
В 2019 году на Европейских играх в Минске (Белоруссия) сумел завоевать серебряную медаль, в решающем поединке уступил азербайджанскому боксёру Лорену Домингесу.
На чемпионате мира 2019 года в Екатеринбурге (Россия), Бенджамин дошёл до полуфинала, в котором уступил боксёру из Узбекистана Дилшодбеку Рузметову и завоевал бронзовую медаль чемпионата мира.
В августе 2021 года Бенджамин стал серебряным призёром Олимпиады в Токио (Япония). Где он победил боксёров из Колумбии, Египта, Бразилии и России в категории до 81 кг, однако в финале по очкам раздельным решением судей уступил опытному кубинцу Арлену Лопесу.

## Профессиональная карьера
30 июля 2022 года в Борнмуте (Великобритания) дебютировал на профессиональном ринге, досрочно нокаутом во 2-м раунде победив своего опытного соотечественника Грега О’Нилла (6-6-1).

#### Бой с Эворице Эзра Ареньекой
15 июня 2024 года в Лондоне встретился с нигерийским проспектом 28-летним Эворице Эзра Ареньекой (12-0, 10 КО). Обладая более высокой скоростью и отменной реакцией Уитакер смог на протяжении 10 раундов обстреливать идущего вперед Ареньеку. В 7-м раунде с нигерийца было снято очко за удар локтем. Концовка так же осталась за британцем, судьи были едины: 89—100, 90—99, 90—99, и пояс IBF International в полутяжёлом весе (до 79,4 кг).

#### Бой с Лиамом Кэмероном
12 октября 2024 года в Эр-Рияд, Саудовская Аравия в андеркарде боя за звание абсолютного чемпиона Артур Бетербиев — Дмитрий Бивол встретился с соотечественником Лиамом Кэмероном (23-6-1, 10 КО). Первый раунд остался за Беном, за счёт скорости и точности в ударах. Вместо того чтобы продолжить успешное начало Уиттакер решил попробовать боксировать в удобной Кэмерону средней дистанции. Здесь наметились проблемы, фаворит начал пропускать и его работа вблизи стала хуже чем у соперника. В конце 5-го раунда боксеры возившись в клинче вылетели за пределы ринга. Бен сигнализировал рефери, что получил травму и не может встать. Судьи начали считать очки: 58—57 Уиттакер, 58—57 Кэмерон и 58—58 ничья. Техническая ничья раздельным решением TD (SD) 5.

#### Реванш с Лиамом Кэмероном
20 апреля 2025 года в Бирмингеме (Англия) провёл реванш с соотечественником Лиамом Кэмероном под наставничеством нового главного тренера Энди Ли. Снова много движения от Уитакера, работа джебом по этажам, работа в обход блока Кэмерона. Во втором отрезке Кемерон пошёл вперёд. За минуту до конца раунда Уитакер нанес правым мощное попадание и потряс Кэмерона, бросился добивать. Ещё прошли пара увесистых ударов и рефери сделал отмашку остановив бой. ТКО2.
| Сводная информация по профессиональным рекордам |         |             |
| 10 боёв                                         | 9 побед | 0 поражений |
| По нокауту                                      | 6       | 0           |
| По решению                                      | 3       | 0           |
| Ничья                                           | 1       | 1           |

| No. | Result | Record | Opponent               | Type | Round, time | Date        | Location                                               | Notes                                                |
| --- | ------ | ------ | ---------------------- | ---- | ----------- | ----------- | ------------------------------------------------------ | ---------------------------------------------------- |
| 8   | Победа | 8-0    | Eworitse Ezra Arenyeka | UD   | 10          | 15 Jun 2024 | Selhurst Park, London, England                         | Won vacant IBF International light-heavyweight title |
| 7   | Победа | 7-0    | Leon Willings          | PTS  | 8           | 31 Mar 2024 | The O2 Arena, London, England                          |                                                      |
| 6   | Победа | 6-0    | Khalid Graidia         | TKO  | 5 (8) 1:57  | 3 Feb 2024  | OVO Arena, London, England                             |                                                      |
| 5   | Победа | 5-0    | Stiven Dredhaj         | KO   | 4 (8) 0:54  | 10 Dec 2023 | Bournemouth International Centre, Bournemouth, England |                                                      |
| 4   | Победа | 4-0    | Vladimir Belujsky      | TKO  | 8 (8) 1:49  | 1 July 2023 | Manchester Arena, Manchester, England                  |                                                      |
| 3   | Победа | 3-0    | Jordan Grant           | TKO  | 3 (6) 0:13  | 6 May 2023  | Resorts World Arena, Birmingham, England               |                                                      |
| 2   | Победа | 2-0    | Petar Nosic            | UD   | 6           | 20 Aug 2022 | Jeddah Superdome, Jeddah, Saudi Arabia                 |                                                      |
| 1   | Победа | 1-0    | Greg O’Neil            | KO   | 2 (6) 0:21  | 30 Jul 2022 | Bournemouth International Centre, Bournemouth, England |                                                      |